# Хаснулин, Вячеслав Иванович
Вячеслав Иванович Хаснулин (25 августа 1947, Алма-Ата — 14 января 2016, Новосибирск) — советский и российский врач, учёный-медик.

## Биография
В 1971 году окончил Семипалатинский государственный медицинский институт, в 1976 году — аспирантуру при Институте клинической и экспериментальной медицины Сибирского филиала Академии медицинских наук СССР (Новосибирск).
С 1978 по 1980 год — учёный секретарь президиума Сибирского отделения Академии медицинских наук СССР. С 1986 года — руководитель лаборатории механизмов дизадаптации Научного центра клинической и экспериментальной медицины Сибирского отделения Сибирского отделения Российской академии медицинских наук. Также работал в научно-исследовательской лаборатории полярной медицины Сибирского отделения Российской академии медицинских наук. До 2002 года возглавлял сибирский филиал Национального института здоровья. С 2005 по 2015 год — профессор кафедры психологии Сибирской академии государственной службы.
С 1995 года — начальник управления здравоохранения исполкома Межрегиональной ассоциации «Сибирское соглашение».
Доктор медицинских наук, профессор, действительный член Академии полярной медицины и экстремальной экологии человека, член-корреспондент Российской академии естествознания, действительный член Нью-Йоркской академии наук.
Занимался, в частности, исследованиями влияния сезонного перевода часов на здоровье человека. Принимал участие в региональных парламентских слушаниях в 2001 году на тему: «О негативном влиянии десинхронизирующих факторов на циркадианную ритмичность человека», при обсуждении вопроса об изменении в Томской области действующего тогда времени UTC+7 на UTC+6. 
Подготовил 16 кандидатов и трех докторов наук, опубликовал более 550 научных работ.
Лауреат Премии Российской академии медицинских наук и Федерального фонда обязательного медицинского страхования (1994).